# Polizeiruf 110: Kein Paradies für Elstern
Kein Paradies für Elstern ist ein deutscher Kriminalfilm von Norbert Büchner aus dem Jahr 1974. Der Fernsehfilm erschien als 26. Folge der Filmreihe Polizeiruf 110.

## Handlung
Im Centrum Warenhaus findet Nachtwächter Walter Fritsche seinen Kollegen Max Dinge mit Ether betäubt in der Kosmetikabteilung. Vor Ort muss ein Kampf stattgefunden haben. In der Schmuckwarenabteilung wiederum wurden sämtliche Auslagen gestohlen. Die dortige Kollegin Wendt hatte, wie bereits zweimal zuvor, aus Eile die Schmuckstücke und Uhren nicht wie vorgeschrieben über Nacht in den Safe eingeschlossen. Der Schaden beläuft sich auf 80.000 Mark.
Oberleutnant Peter Fuchs, Leutnant Vera Arndt, Meister Lutz Subras und Leutnant Scheinpflug werden mit den Ermittlungen betraut. Mehrere Personen sind verdächtig: Der Heizer des Warenhauses, Klaus Schober, war nachts über das verschlossene Tor auf das Warenhausgelände geklettert. Er hatte seinen letzten Zug verpasst und wollte am nächsten Morgen nicht zu spät zur Arbeit erscheinen. Er hoffte, sich im Wärterhäuschen schlafen legen zu können. Verdächtig ist auch der vorbestrafte Horst Lempel, dessen Freundin Gerda Schröter in der Schmuckabteilung arbeitet. Er selbst ist in der Werkstatt des Warenhauses tätig. In der Werkstatt war ein Fenster offen, über das man in die Werkstatträume gelangen konnte. Von dort erreicht man über zwei Türen die Warenhausräume. Die Türen könnten leicht mit einem Draht geöffnet werden, doch wurden sie den Untersuchungen nach stets mit Schlüssel aufgeschlossen. Zwar hat Werkstattleiter Schmöke einen inoffiziellen Schlüssel zu diesen Türen, doch wurde er kurz vor dem Einbruch vom Hausmeister vernichtet. Davon wissen nur die Personen in der Werkstatt etwas. Lempel fällt daher als Täter aus.
Auch die Nachtwächter selbst geraten ins Visier der Ermittler. Walter Fritsche hatte in der Tatnacht Besuch von seiner Ehefrau bekommen, was er den Ermittlern verschwiegen hatte. Er ist zudem Hobbyfotograf und braucht dafür Geld. Max Dinge wiederum führt für seinen Verdienst ein kostspieliges Leben. Lutz Subras hat den Verdacht, dass Dinge selbst der Täter gewesen sein könnte. Auch die ehemalige Mitarbeiterin des Warenhauses, Beate Wittig, wird vernommen, da Dinge mit einem Oberhemdstück, Kragenweite 46, betäubt wurde, das vor fünf Jahren von ihr verkauft wurde. In ihrem An- und Verkauf ersteht Peter Fuchs auf Betreiben von Vera Arndt eine Melone. Beide Ermittler sehen aber auch, dass Beate Wittig in ihrem Laden Schmuck anbietet. Die Lösung bringen schließlich die Überwachungskameras des Warenhauses. Dinge wollte nach seinem Krankenhausaufenthalt sofort wieder zur Arbeit gehen. Die Kameras erfassen ihn, als er den gestohlenen Schmuck aus einem Versteck holt und in der Kundenabteilung in einem Karton verstaut. Dinge gesteht, den Schmuck gestohlen zu haben. Seit fünf Jahren beraubt er das Warenhaus und macht mit Beate Wittig gemeinsame Sache, die das Raubgut in ihrem Laden verkauft. In den letzten Jahren haben beide so 75.000 Mark verdient. Seiner Ehefrau gegenüber hat Dinge einen zusätzlichen Nebenverdienst von 500 Mark im Monat vorgegeben, der beiden ihren Luxus erlaubte. Der Fall ist geklärt und Lutz Subras hatte die richtige Vermutung. Als Belobigung erhält er im Beisein der amüsierten Kollegen die bei Beate Wittig gekaufte Melone überreicht.

## Produktion
Kein Paradies für Elstern wurde von 22. April bis 8. Juni 1974 unter anderem in Berlin gedreht. Der Film ist ein 35-mm-Schwarzweiß-Film mit separatem Magnetton. Arbeitstitel waren Im Paradies der Elstern oder Diebe. Die Kostüme des Films schuf Christel Richter, die Filmbauten stammen von Klaus Poppitz. Der Film erlebte am 7. September 1974 im 1. Programm des Fernsehens der DDR seine Fernsehpremiere. Die Zuschauerbeteiligung lag bei 44,2 Prozent.
Es war die 26. Folge der Filmreihe Polizeiruf 110. Oberleutnant Peter Fuchs ermittelte in seinem 18. Fall, Leutnant Vera Arndt in ihrem 22. und Meister Lutz Subras in seinem 10. Fall.
Grundlage der Handlung ist ein authentischer Fall: In der Nacht vom 21. zum 22. Dezember 1971 wurden in der Schmuckwarenabteilung des Kaufhauses Zwickau aus einer Vitrine Goldwaren im Wert von 43.000 Mark der DDR gestohlen. Allerdings gestaltete sich die Aufklärung des realen Falls sehr viel schwieriger als im Film. Bis zu den Dreharbeiten 1974 war der Täter in Zwickau noch nicht ermittelt.